# الهواري
الهواري هي أحد ضواحي جنوب غرب مدينة بنغازي، ليبيا. يوجد بها أكبر مصنع للاسمنت في ليبيا وهو «مصنع الهواري». وتوجد بها مقبرة المدينة الرسمية ومستشفى الهواري العام والقلب و الاشعة والمسالك و بها مخزون ضخم جدا من الحجر الجيري.